# Långtjärnen (Järna socken, Dalarna, 672161-141065)
Långtjärnen är en sjö i Vansbro kommun i Dalarna och ingår i Dalälvens huvudavrinningsområde.